# Ángel Giménez
Ángel Giménez (Barcellona, 10 ottobre 1955) è un ex tennista spagnolo.

## Carriera
In carriera ha vinto due titoli nel singolare, il Vienna Open nel 1980 e il British Hard Court Championships nello stesso anno. Nei tornei del Grande Slam ha ottenuto il suo miglior risultato raggiungendo il terzo turno nel doppio all'Open di Francia nel 1981, in coppia con l'argentino Ricardo Cano.
In Coppa Davis ha giocato un totale di 10 partite, ottenendo 6 vittorie e 4 sconfitte.

## Statistiche

### Singolare

#### Vittorie (2)
| Numero | Anno              | Torneo                                        | Superficie  | Avversario in finale | Punteggio     |
| 1.     | 22 giugno 1980    | Vienna Open, Vienna                           | Terra rossa | Tomáš Šmíd           | 1-6, 1-1 rit. |
| 2.     | 14 settembre 1980 | British Hard Court Championships, Bournemouth | Terra rossa | Shlomo Glickstein    | 3-6, 6-3, 6-3 |

#### Finali perse (1)
| Numero | Anno           | Torneo                                        | Superficie  | Avversario in finale | Punteggio |
| 1.     | 25 aprile 1982 | British Hard Court Championships, Bournemouth | Terra rossa | Manuel Orantes       | 2-6, 0-6  |

### Doppio

#### Finali perse (3)
| Numero | Anno            | Torneo                            | Superficie  | Compagno           | Avversari in finale         | Punteggio     |
| 1.     | 8 febbraio 1981 | Mar del Plata Open, Mar del Plata | Terra rossa | Jairo Velasco, Sr. | David Carter Paul Kronk     | 7-6, 4-6, 0-6 |
| 2.     | 31 gennaio 1982 | Viña del Mar Open, Viña del Mar   | Terra rossa | Guillermo Aubone   | Manuel Orantes Raúl Ramírez | abbandono     |
| 3.     | 7 febbraio 1982 | ATP Buenos Aires, Buenos Aires    | Terra rossa | Manuel Orantes     | Hans Kary Zoltán Kuhárszky  | 5-7, 2-6      |